# Obúkhiv
Obúkhiv (en ucraïnès Обухів, en rus Обухов) és una ciutat de l'óblast de Kíiv, Ucraïna. El 2021 tenia 33.443 habitants.